# مانت‌رز منر (پنسیلوانیا)
مانت‌رز منر (به انگلیسی: Montrose Manor) یک منطقهٔ مسکونی در ایالات متحده آمریکا است که در شهرستان برکس، پنسیلوانیا واقع شده‌است. مانت‌رز منر ۶۰۴ نفر جمعیت دارد.